# Gareth Southgate
Pour les articles homonymes, voir Southgate.
Gareth Southgate, né le 3 septembre 1970 à Watford, est un footballeur international anglais reconverti entraîneur. Durant sa carrière de joueur, il évolue au poste de milieu de terrain et défenseur central en Angleterre. 
Passé par Crystal Palace (1989-1995) et Aston Villa (1995-2001), Gareth Southgate devient entraîneur dans son club de Middlesbrough en 2006, où il reste jusqu'en 2009. Il rejoint la direction de la Fédération anglaise de football (FA) en 2011, puis est nommé sélectionneur des espoirs anglais en 2013. Il est promu sélectionneur de l'équipe d'Angleterre en 2016, avec laquelle il termine quatrième de la Coupe du monde en 2018 et finaliste du Championnat d'Europe en 2021 et 2024.

## Biographie

### Carrière de joueur

#### En club (1989-1995)
Gareth Southgate commence sa carrière professionnelle en 1989 avec Crystal Palace en tant qu'arrière droit et milieu de terrain. En 1992, il rate un penalty à la dernière minute contre Ipswich Town lors de la dernière journée du championnat, le match se termine sur un nul (2-2) et son club est relégué en deuxième division. En 1994, il devient capitaine et remporte le Championship.
Son surnom à « Palace » est « Nord » en raison de sa manière de parler très éloquente qui rappelle celle de Denis Norden, un présentateur de télévision anglais.

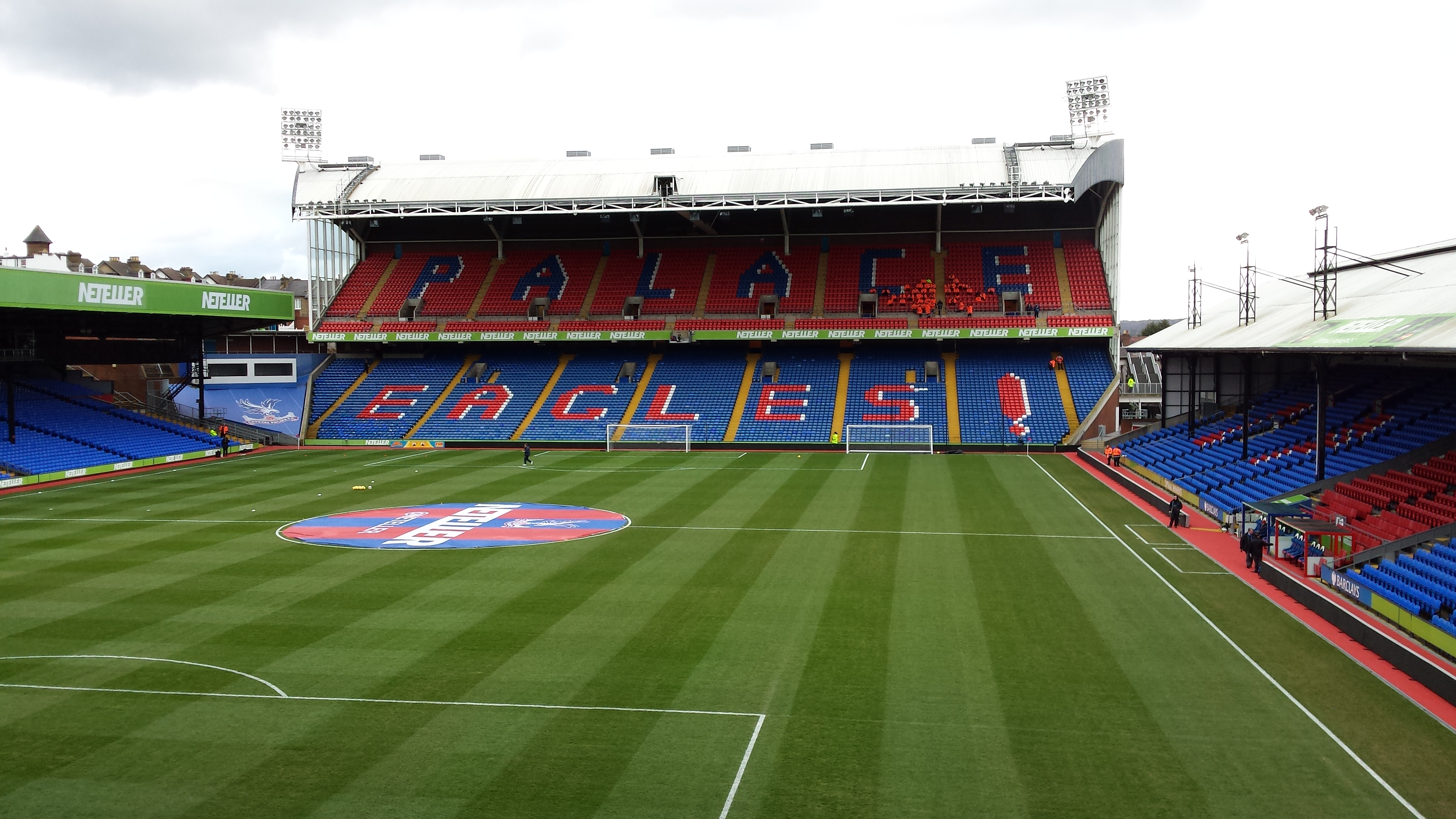
Selhurst Park dans le borough londonien de Croydon, stade où Southgate commence sa carrière de joueur professionnel.

Il est acheté par Aston Villa pour 2,5 millions de livres en 1995. Au club de Birmingham, il évolue au poste de défenseur et est finalement nommé capitaine par l'entraîneur John Gregory. Il remporte la Coupe de la Ligue en 1996 et « Villa » se qualifie pour la Coupe UEFA. Il dispute également la finale de la FA Cup en 2000 mais les Villans s'inclinent face à Chelsea (1-0).
Désireux de signer pour un club plus ambitieux, Southgate quitte alors Aston Villa en 2001 pour le nord-est de l'Angleterre, à savoir Middlesbrough, pour une indemnité de transfert de 10,7 M€. Sous la conduite de Steve McClaren, Southgate devint le capitaine de « 'Boro » en 2002 après le départ de Paul Ince et remporte en 2004 la Coupe de la Ligue, devenant ainsi le premier capitaine de l'histoire de son club à soulever un trophée majeur. En 2006, son équipe Middlesbrough perd la finale de la Coupe UEFA contre le FC Séville.

#### En sélection (1995-2004)
Southgate honore sa première sélection face au Portugal en décembre 1995. Il est amené à jouer toutes les minutes de chacun des matchs disputés par l'équipe nationale durant l'Euro 96 organisé en Angleterre. Longtemps hanté par son penalty raté lors des tirs au but en demi-finale de l'Euro 96 contre l'Allemagne (1-1 a.p.), il n'a plus jamais l'occasion d'en tirer après cet échec.
Il participe également à la Coupe du monde 1998 où le parcours des Anglais se termine en huitième de finale face à l'Argentine aux penaltys, ainsi qu'à l'Euro 2000 en Belgique et aux Pays-Bas, tournoi lors duquel les Three Lions sont éliminés dès le premier tour.
Entre 1995 et 2004, Southgate joue un total de 57 fois pour l'équipe anglaise, en inscrivant deux buts, le premier face au Luxembourg en 1998 et le second face à l'Afrique du Sud en 2003.

### Carrière d'entraîneur

#### Middlesbrough (2006-2009)
En juin 2006, Southgate devient le nouvel entraîneur de Middlesbrough, après le départ de Steve McClaren.
Il guide Boro à une douzième place en championnat lors de sa première saison, battant notamment Manchester City 8-1.
En novembre 2008, Middlesbrough est classé huitième du championnat mais une série de quatorze matchs sans victoire plonge Boro dans la crise. L'équipe finit la saison 19e et est reléguée.
En dépit de cela, Southgate garde son poste pour le début de saison mais est finalement limogé, le 20 octobre 2009, après une victoire 2-0 face à Derby County, une décision que The Guardian estime « curieuse ».

#### Sélectionneur chez les jeunes (2013-2016)

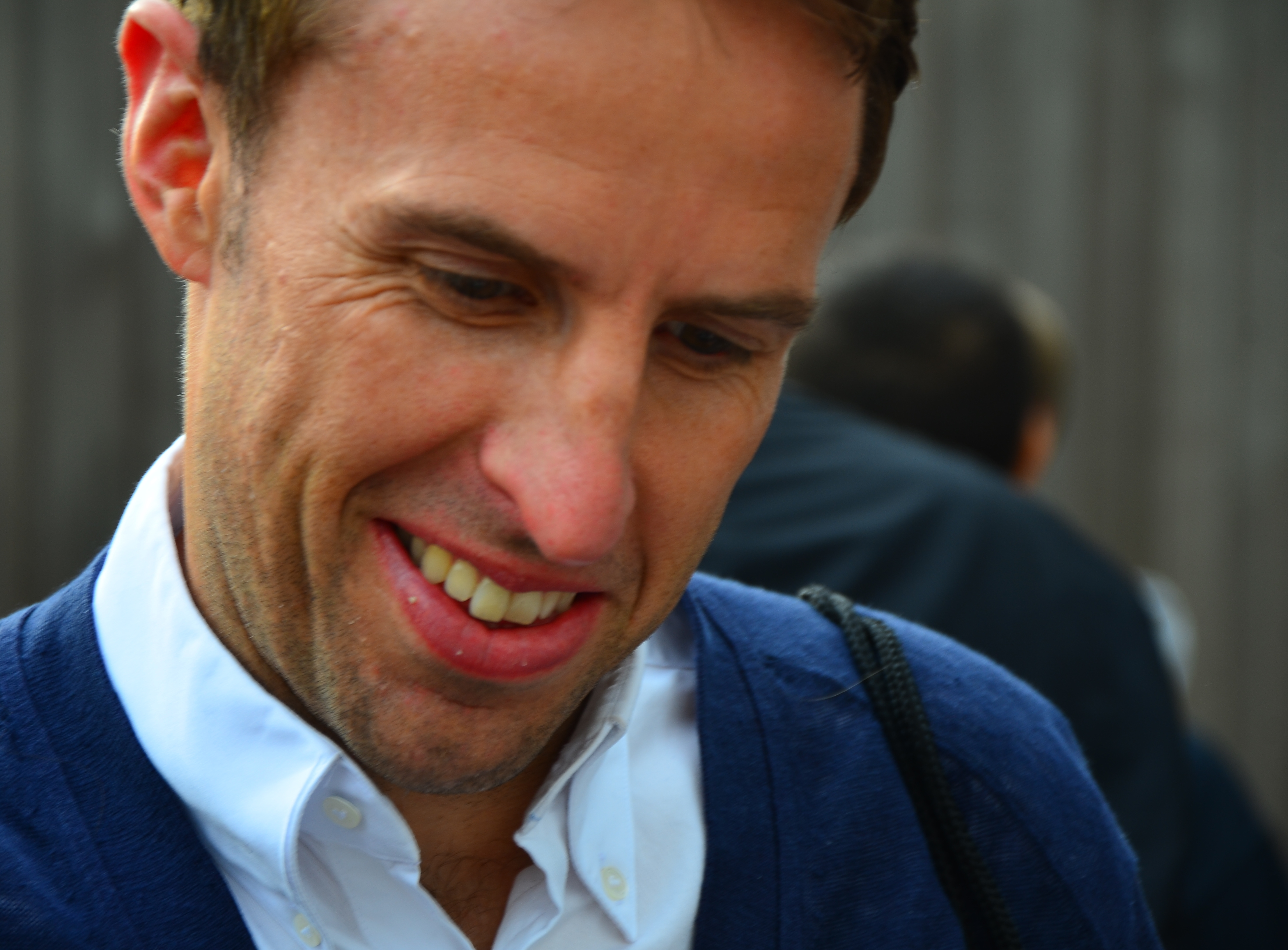
Gareth Southgate, chez les espoirs anglais en 2013.

Le 23 août 2013, Southgate succède à Stuart Pearce à la tête de l'Angleterre espoirs pour trois ans. Son premier match en charge se conclut par une victoire 1 à 0 face à la Moldavie. Les Anglais se qualifient pour la phase finale du Championnat d'Europe espoirs 2015, compétition qu'ils quittent cependant dès le premier tour.

#### Sélectionneur de l'équipe nationale (2016-2024)
D'abord nommé sélectionneur intérimaire en replacement de Sam Allardyce, impliqué dans un scandale de corruption, Southgate signe un contrat de quatre ans le 30 novembre 2016. Son premier match à la tête de la sélection se solde par une victoire 2-0, au stade de Wembley face à l'équipe de Malte de football.
Les Anglais valident leur billet pour le mondial 2018 le 5 octobre 2017 en battant l'équipe de Slovénie de football 1-0. L'équipe termine première de son groupe et invaincue.
Les matchs amicaux de novembre permettent à Southgate de lancer certains jeunes qu'il a connu avec les espoirs tels que Ruben Loftus-Cheek, Joe Gomez ou encore Tammy Abraham.
En décembre, la FA confirme que Southgate ne joue pas son poste en Russie et qu'il reste en charge, qu'importe les résultats de l'équipe.

##### Coupe du monde en Russie (2018)
Le 16 mai 2018, Southgate annonce les 23 joueurs sélectionnés pour la Coupe du monde. De nombreux joueurs expérimentés tels que Chris Smalling, Adam Lallana, Jack Wilshere ou encore Joe Hart, pourtant gardien titulaire de la sélection, sont écartés, au profit de nombreux jeunes talents prometteurs comme Ruben Loftus-Cheek, Trent Alexander-Arnold, Jordan Pickford et Harry Maguire.
La préparation des Three Lions se conclut début juin, avec deux succès à domicile face au Nigeria (2-1) et Costa Rica (2-0).
Les joueurs de Southgate réussissent leur entrée en lice dans la compétition en battant la Tunisie (2-1), puis en enregistrant un excellent match face au Panama (6-1). Harry Kane, nouveau capitaine et auteur d'un doublé puis d'un triplé lors de ces deux matchs, trône en tête du classement des buteurs de la compétition.

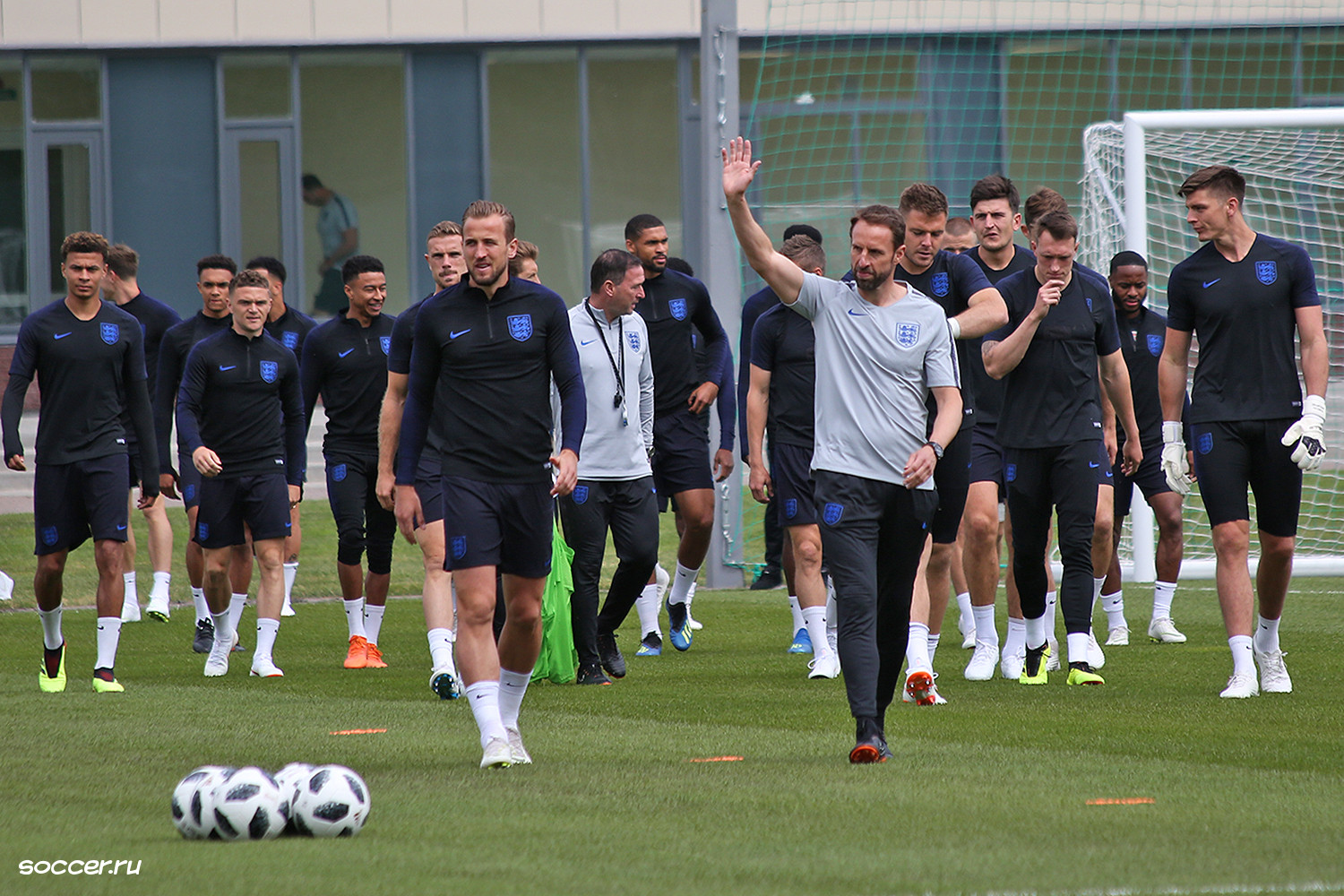
Southgate et ses hommes en Russie.

Petit à petit, l'intérêt autour de la sélection revient et les supporters, habitués à être déçus par l'équipe nationale depuis plusieurs années, commencent à voir en cette équipe une génération prometteuse menée par un sélectionneur qui commence à faire taire les critiques.
Déjà qualifiés avant de jouer leur troisième match, les Anglais s'inclinent face à la Belgique, qui figure parmi les favoris de la compétition (1-0).

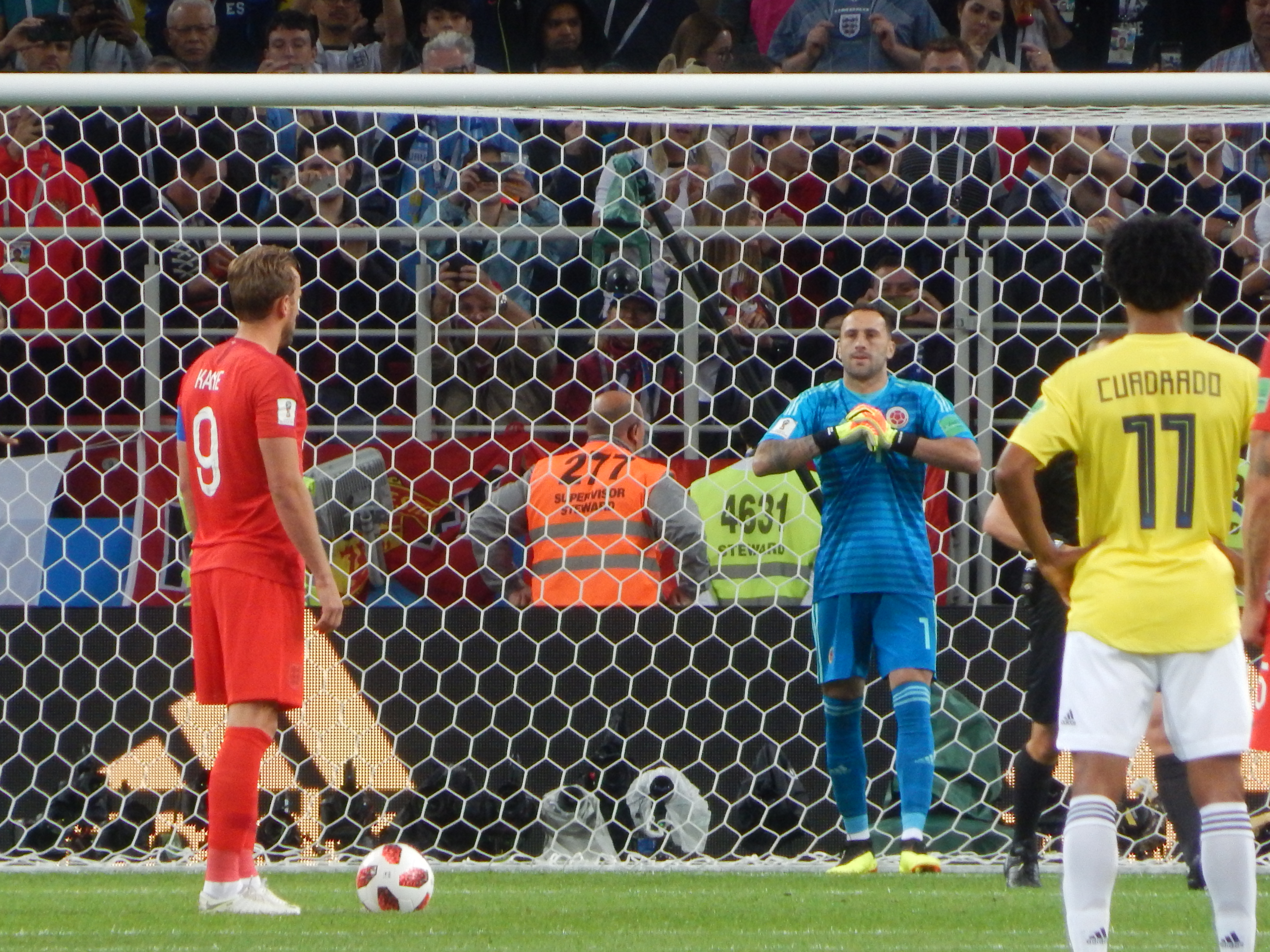
Harry Kane, intronisé capitaine par Southgate, ici face à la Colombie.

En huitième de finale, Southgate et ses joueurs rompent la malédiction en remportant pour la première fois une séance de tirs au but en  Coupe du monde. Certains joueurs expressément choisis par Southgate tels que Harry Maguire, Kieran Trippier ou encore le gardien Jordan Pickford, héros de ce huitième de finale réalisent un début de mondial époustouflant et le sélectionneur anglais fait désormais l'unanimité au sein du Royaume. 
Qualifiés pour les quarts de finale, les Anglais disposent assez facilement de la  Suède en l'emportant 2 buts à 0. Les Three Lions se qualifient pour la première demi-finale de en  Coupe du monde depuis  1990 et la cote de popularité de Southgate continue de grimper. L' Angleterre est finalement éliminée aux portes de la finale face à la  Croatie (2-1) et perd le match pour la troisième place face à la  Belgique (2-0).
Malgré ces deux défaites, les Anglais terminent quatrièmes du mondial, soit leur meilleure performance en 28 ans.
Les observateurs sont unanimes et saluent le travail de Southgate qui a réussi à redorer le blason de l'équipe nationale, en posant des bases solides pour l'avenir avec cette équipe jeune et prometteuse.

##### Prolongation et Ligue des nations (2018-2019)
Après le mondial, il est nommé pour le trophée The Best le 28 septembre 2018 et est finalement classé dixième, recueillant 1,57 % des voix.
Le 6 octobre 2018, il signe une prolongation de contrat jusqu'en 2022.
Le 15 octobre, Southgate et son équipe s'imposent 2-3 face à l'Espagne (0-3 à la mi-temps) pourtant à domicile dans le cadre de la Ligue des nations. Journalistes et consultants sont une nouvelle fois agréablement surpris par cette performance et certains déclarent même qu'il s'agit de la plus grosse victoire de l'équipe nationale depuis celle face à l' Allemagne en 2001 (1-5).
Qualifiés pour le Final Four de la compétition après une victoire 2-1 contre la Croatie les anglais s'inclinent en 1/2 finale contre les Pays-Bas 3-1 mais s'imposent lors de la petite finale contre la Suisse aux tirs au but. 

##### Championnat d'Europe (2021)
Qualifiés pour l'Euro 2020 (qui se jouera durant l'été 2021 en raison de la pandémie de Covid-19), Southgate et ses hommes abordent la compétition comme étant l'un des favoris du tournoi, d'autant plus que l'Angleterre jouera la quasi-totalité de ses matchs à Wembley. Pour la compétition, Southgate décide de rajeunir une nouvelle fois son effectif à la suite de l'émergence de plus en plus importante des talents anglais au plus haut niveau. Reece James, Mason Mount, Phil Foden ou encore Jude Bellingham sont ainsi appelés pour disputer leur premier tournoi international. Comme en 2018, Southgate s'appuie également sur un noyau de joueurs plus expérimentés tels que Jordan Pickford, Harry Kane ou encore Raheem Sterling. 
L'équipe passe le premier tour sans embuche en terminant première avec sept points, mais la qualité du jeu proposé (2 buts marqués en 3 matchs) décoit les observateurs et les fans. Toutefois, la donne va changer lors des matchs à élimination directe puisque les anglais rompent une nouvelle malédiction en 1/8e de finale en battant l'Allemagne 2-0. En 1/4, ils effacent facilement l'Ukraine pour rejoindre une nouvelle fois les 1/2 finales d'une grande compétition. C'est la première fois depuis la période 1966-1968 que les anglais arrivent deux fois conséécutivement dans le dernier carré d'un tournoi majeur.  
En 1/2 finale, dans un stade de Wembley ardent, les Three Lions écartent non sans peine le Danemark après prolongations sur le score de 2 buts à 1. Pour la première fois depuis 55 ans, l'Angleterre est en finale d'une compétition majeure. Longtemps décrié, Southgate réussit à faire adhérer un groupe très talentueux, techniquement et tactiquement ; il est donc celui qui remet l'Angleterre en finale d'un tournoi international pour la première fois depuis 1966.
Malheureusement, il restera aussi celui qui n'a pas réussi à lui permettre de remporter le trophée, Gareth Southgate ayant plaidé coupable après la défaite des Three Lions face à l'Italie à Wembley (1-1 a.p., 3-2 t.a.b.). Pour lui, il s'agit d'une terrible histoire qui se répète. Alors défenseur de l'Angleterre, il avait lui aussi connu la douleur de manquer un tir au but lors de la défaite des Anglais face à l'Allemagne en demi-finale de l'Euro 96. Il espérait bien vivre un autre destin. « Je suis incroyablement déçu de ne pas avoir franchi cette marche supplémentaire ». « Mais nous gagnons ou nous perdons ensemble, en équipe. Si mes joueurs prennent un peu de recul, ils peuvent être fiers de ce qu'ils ont fait. Ils ont vraiment donné tout ce qu'ils pouvaient ».

##### Qualification pour le Mondial et la Ligue des nations (2021-2022)
En novembre 2021, la sélection anglaise valide son ticket pour la Coupe du monde 2022 en battant aisément Saint-Marin (10-0). La fédération anglaise officialise la semaine suivante la qualification la prolongation du contrat de Southgate jusqu'en décembre 2024.
L'équipe d'Angleterre s'engage ensuite dans la Ligue des Nations 2022, au sein d'un groupe relevé, composé de la Hongrie, de l'Italie et de l'Allemagne. Southgate s'attire alors des critiques acerbes de la part des médias britannique, l'Angleterre ne remportant aucun match dans cette compétition (trois nuls, trois défaites), et subissant même, le 14 juin 2022 face à la Hongrie, un 4-0, sa pire défaite à domicile depuis 1928.

##### Coupe du monde au Qatar et Euro en Allemagne (2022-2024)
Le 10 novembre 2022, Southgate annonce les 26 joueurs sélectionnés pour la Coupe du monde. Il maintient dans cette liste la confiance envers ses cadres habituels, comme Maguire ou Kane.
Le 16 juillet 2024, Southgate annonce via un communiqué de sa fédération, qu’il mettait fin à ses fonctions deux jours après la défaite face à l’Espagne en finale de l’Euro 2024 (2-1).

## Statistiques de joueur
| Saison                | Club                  | Championnat           | Championnat | Championnat | Coupe(s) nationale(s) | Coupe(s) nationale(s) | Compétition(s) continentale(s) | Compétition(s) continentale(s) | Compétition(s) continentale(s) | Angleterre | Angleterre | Total | Total |
| Saison                | Club                  | Division              | M.          | B.          | M.                    | B.                    | Comp.                          | M.                             | B.                             | M.         | B.         | M.    | B.    |
| 1989-1990             | Crystal Palace        | Premier League        | -           | -           | -                     | -                     | -                              | -                              | -                              | -          | -          | 0     | 0     |
| 1990-1991             | Crystal Palace        | Premier League        | 1           | 0           | 2                     | 0                     | -                              | -                              | -                              | -          | -          | 3     | 0     |
| 1991-1992             | Crystal Palace        | Premier League        | 30          | 0           | 9                     | 0                     | -                              | -                              | -                              | -          | -          | 39    | 0     |
| 1992-1993             | Crystal Palace        | Premier League        | 33          | 3           | 6                     | 2                     | -                              | -                              | -                              | -          | -          | 39    | 5     |
| 1993-1994             | Crystal Palace        | Premier League        | 46          | 9           | 7                     | 3                     | -                              | -                              | -                              | -          | -          | 53    | 12    |
| 1994-1995             | Crystal Palace        | Premier League        | 42          | 3           | 15                    | 2                     | -                              | -                              | -                              | -          | -          | 57    | 5     |
| Sous-total            | Sous-total            | Sous-total            | 152         | 15          | 39                    | 7                     | -                              | -                              | -                              | -          | -          | 191   | 22    |
| 1995-1996             | Aston Villa           | Premier League        | 31          | 1           | 12                    | 1                     | -                              | -                              | -                              | 9          | 0          | 52    | 2     |
| 1996-1997             | Aston Villa           | Premier League        | 28          | 1           | 4                     | 0                     | C3                             | 2                              | 0                              | 10         | 0          | 44    | 1     |
| 1997-1998             | Aston Villa           | Premier League        | 32          | 0           | 4                     | 0                     | C3                             | 7                              | 0                              | 8          | 0          | 51    | 0     |
| 1998-1999             | Aston Villa           | Premier League        | 38          | 1           | 2                     | 0                     | C3                             | 4                              | 0                              | 4          | 1          | 48    | 2     |
| 1999-2000             | Aston Villa           | Premier League        | 31          | 2           | 12                    | 1                     | -                              | -                              | -                              | 6          | 0          | 49    | 3     |
| 2000-2001             | Aston Villa           | Premier League        | 31          | 2           | 3                     | 0                     | C4                             | 2                              | 0                              | 5          | 0          | 41    | 2     |
| Sous-total            | Sous-total            | Sous-total            | 191         | 7           | 37                    | 2                     | -                              | 15                             | 0                              | 42         | 1          | 285   | 10    |
| 2001-2002             | Middlesbrough FC      | Premier League        | 37          | 1           | 7                     | 0                     | -                              | -                              | -                              | 7          | 0          | 51    | 1     |
| 2002-2003             | Middlesbrough FC      | Premier League        | 36          | 2           | 1                     | 0                     | -                              | -                              | -                              | 6          | 1          | 43    | 3     |
| 2003-2004             | Middlesbrough FC      | Premier League        | 27          | 1           | 7                     | 0                     | -                              | -                              | -                              | 2          | 0          | 36    | 1     |
| 2004-2005             | Middlesbrough FC      | Premier League        | 36          | 0           | 1                     | 0                     | C3                             | 10                             | 0                              | -          | -          | 47    | 0     |
| 2005-2006             | Middlesbrough FC      | Premier League        | 24          | 0           | 9                     | 0                     | C3                             | 9                              | 0                              | -          | -          | 42    | 0     |
| Sous-total            | Sous-total            | Sous-total            | 160         | 4           | 25                    | 0                     | -                              | 19                             | 0                              | 15         | 1          | 219   | 5     |
| Total sur la carrière | Total sur la carrière | Total sur la carrière | 456         | 17          | 101                   | 9                     | -                              | 34                             | 0                              | 57         | 2          | 648   | 28    |

### En sélection
- 57 sélections et 2 buts en équipe d'Angleterre entre 1995 et 2004
- Première sélection le 12 décembre 1995 lors du match Angleterre - Portugal (1-1)
- Participation à l'Euro 1996, à la Coupe du monde 1998, à l'Euro 2000 et à la Coupe du monde 2002

| Buts en sélection de Gareth Southgate | Buts en sélection de Gareth Southgate | Buts en sélection de Gareth Southgate | Buts en sélection de Gareth Southgate | Buts en sélection de Gareth Southgate | Buts en sélection de Gareth Southgate | Buts en sélection de Gareth Southgate |
| #                                     | Date                                  | Lieu                                  | Adversaire                            | Score                                 | Résultats                             | Compétitions                          |
| ------------------------------------- | ------------------------------------- | ------------------------------------- | ------------------------------------- | ------------------------------------- | ------------------------------------- | ------------------------------------- |
| 1                                     | 14 octobre 1998                       | Stade Josy Barthel, Luxembourg        | Luxembourg                            | 3-0                                   | 3-0                                   | Éliminatoires Euro 2000               |
| 2                                     | 22 mai 2003                           | ABSA Stadium, Durban                  | Afrique du Sud                        | 1-0                                   | 2-1                                   | Match amical                          |

## Palmarès

### Palmarès de joueur

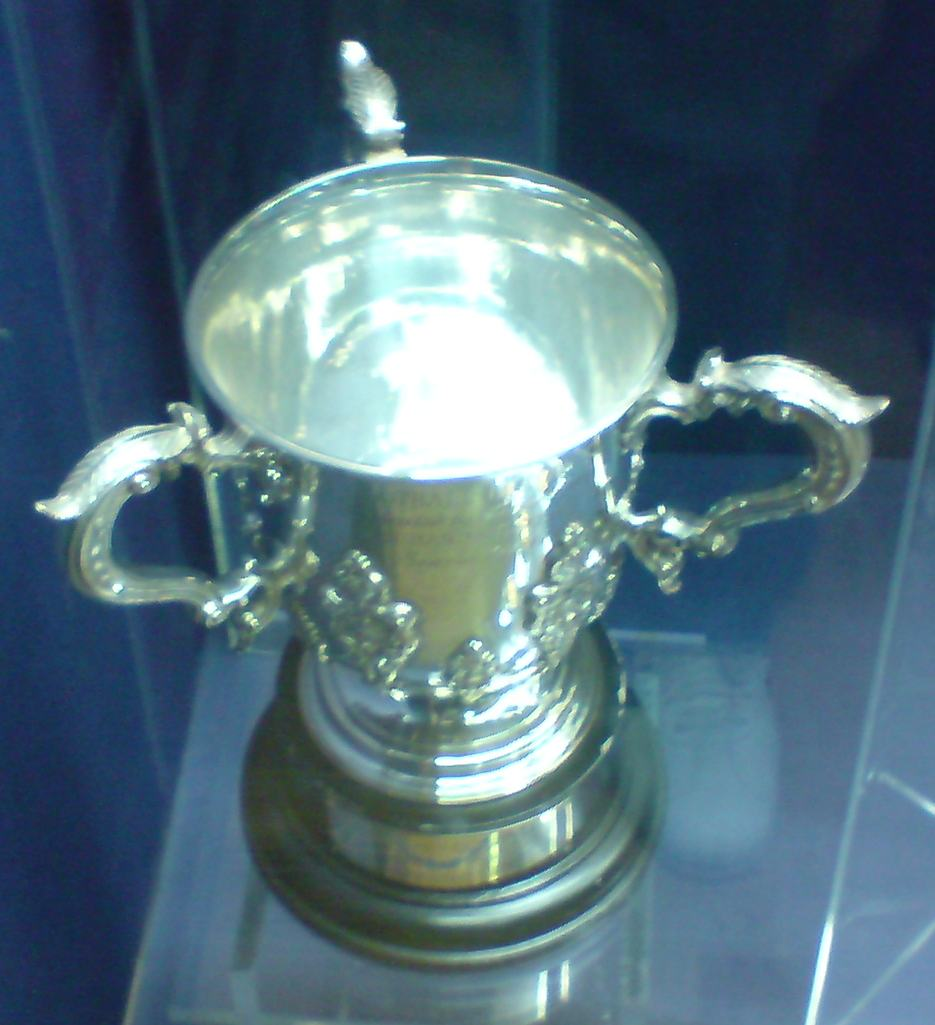
Trophée de la League Cup que Southgate remporte deux fois en tant que joueur.

- Championnat d'Angleterre de deuxième division en 1994 avec Crystal Palace
- Finaliste de la Coupe d'Angleterre en 2000 avec Aston Villa
- Vainqueur de la Coupe de la Ligue anglaise en 1996 et 2004 avec Aston Villa puis Middlesbrough
- Finaliste de la Coupe de l'UEFA en 2006 avec Middlesbrough.

### Palmarès d'entraîneur
- Vainqueur du Tournoi de Toulon en 2016
- Quatrième de la Coupe du monde en 2018
- Troisième de la Ligue des nations de l'UEFA en 2019
- Finaliste du Championnat d'Europe en 2021 et 2024

## Décorations
- Officier de l'ordre de l'Empire britannique (2019)
- Knight Bachelor (2025)